# Beejay Lee
Beejay Lee (ur. 8 maja 1993) – amerykański lekkoatleta specjalizujący się w biegach sprinterskich. Na mistrzostwach świata w Londynie zdobył srebrny medal w sztafecie 4 x 100 metrów.